# Rdestnicowce
Rdestnicowce (Potamogetonales) – rząd roślin wyróżniany w niektórych systemach klasyfikacyjnych roślin okrytonasiennych. Obejmuje rośliny wodne.

## Systematyka
Pozycja rzędu w systemie Reveala (1994-1998)
Gromada okrytonasienne (Magnoliophyta Cronquist), podgromada Magnoliophytina Frohne & U. Jensen ex Reveal, klasa jednoliścienne (Liliopsida Brongn.), podklasa żabieńcowe (Alismatidae Takht.), nadrząd Alismatanae Takht., rząd rdestnicowce (Potamogetonales Dumort.)
Wykaz rodzin według Compleat Botanica
- rodzina: bałwanicowate Cymodoceaceae N. Taylor
- rodzina: posidoniowate Posidoniaceae Hutch.
- rodzina: rdestnicowate Potamogetonaceae Dumort.
- rodzina: rupiowate Ruppiaceae Horan. ex Hutch.
- rodzina: zamętnicowate Zannichelliaceae Dumort.
- rodzina: zosterowate Zosteraceae Dumort.

W systemie z roku 2007 Reveal rozszerzył zakres rzędu włączając doń także: 
- rodzina: bagnicowate Scheuchzeriaceae F. Rudolphi
- rodzina: onowodkowate Aponogetonaceae Planch.
- rodzina: świbkowate Juncaginaceae Rich.

Pozycja w innych systemach
W systemie Cronquista (1981) rząd nie wyróżniony. Zaliczane tu rodziny włączone były do rzędu jezierzowców Najadales. W systemie Takhtajana rząd wyróżniony, ale w jego skład zaliczono tylko rodziny rdestnicowatych Potamogetonaceae i rupiowatych Rupiaceae. W najnowszych systemach APG (w tym APG III z 2009) rząd nie jest wyróżniany, a rodziny do niego włączone przez Reveala zaliczane są do rzędu żabieńcowców Alismatales.